# Fashions of 1934
Fashions of 1934 is een Amerikaanse pre-Code muzikale komediefilm uit 1934, geregisseerd door William Dieterle met choreografie van Busby Berkeley. In Nederland staat de film ook bekend onder de naam Mannequin. De film is gebaseerd op het verhaal The Fashion Plate van Harry Collins en Warren Duff. Belangrijke hoofdrollen in de film worden vertolkt door William Powell en Bette Davis. Hoogtepunten in de film zijn de diverse mode uitingen en de uitbundige choreografie van Berkeley bij het nummer Spin a Little Web of Dreams (zijn enige bijdrage aan deze film).
Een van de kostuumontwerpers betrokken bij de film was de Australisch-Amerikaan en latere Oscarwinnaar Orry-Kelly.

## Verhaal

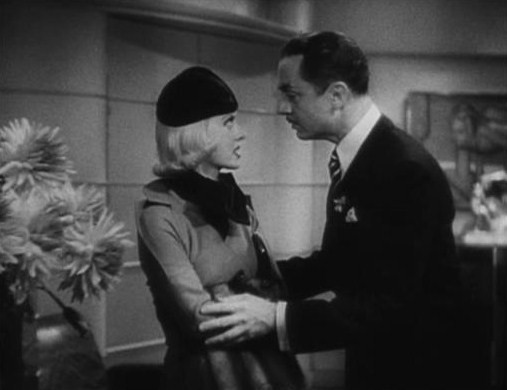
Lynn Mason (Bette Davis) en Sherwood Nash (William Powell)

Sherwood Nash, zijn zakenpartner Snap en modeontwerpster Lynn Mason hebben een lucratieve handel opgezet in het illegaal kopiëren van dure jurken uit Parijs. Mason ontdekt dat topontwerper Oscar Baroque zijn inspiratie haalt uit oude kostuumboeken imiteert zij deze werkwijze en signeert ze haar ontwerpen met de naam van de gevestigde ontwerper. Als de duistere zaken van Nash ontdekt door de luxere kledingwinkels in New York biedt hij aan om naar Parijs af te reizen en daar kopieën van exclusieve jurken voor hen te maken.
In Parijs ontmoet hij Oscar Baroque en zijn vriendin Grand Duchess Alix. Sherwood realiseert zich al snel dat de vermeende groothertogin Alix, in werkelijkheid Mabel McGuire is, zijn oude vriend uit Hoboken, New Jersey. Via haar probeert Nash om de mode te beïnvloeden en struisvogelveren populair te maken. Hij dreigt de identiteit van McGuire te onthullen, tenzij ze Baroque overtuigt om kostuums te ontwerpen voor de muzikale revue waarin zij de de ster zal zijn. Onwetend koopt Baroque een partij struisvogelveren van Joe Ward een vriend van Nash.
Sherwood opent vervolgens Maison Elegance, een nieuw Parijs modehuis dat een groot succes is totdat Baroque ontdekt dat Nash en Mason zijn schetsen vervalsen. Hij laat hem arresteren, maar Nash overtuigt de politie om hem de tijd te geven de situatie recht te zetten. Hij crasht de bruiloft van Baroque en Alix en belooft de ontwerper te vernederen door publiekelijk te onthullen wie zijn bruid werkelijk is, tenzij Baroque de aanklacht intrekt. De ontwerper gaat akkoord en koopt Maison Elegance van Nash. Mason die verliefd is geworden op Sherwood maar haar geduld in hem lijkt te verliezen laat zich toch door hem over halen door zijn belofte om nooit meer bij illegale activiteiten betrokken te raken als ze met hem terugkeert naar Amerika.

## Rolverdeling
| Acteur          | Personage                             |
| --------------- | ------------------------------------- |
| William Powell  | Sherwood Nash                         |
| Bette Davis     | Lynn Mason                            |
| Frank McHugh    | Snap                                  |
| Hugh Herbert    | Joe Ward                              |
| Verree Teasdale | Grand Duchess Alix, aka Mabel McGuire |
| Reginald Owen   | Oscar Baroque                         |
| Henry O'Neill   | Duryea                                |
| Phillip Reed    | Jimmy Blake                           |